# Quentin (nagroda)
Quentin jest nagrodą ogólnopolską przyznawaną corocznie nieprzerwanie od 1999 roku za najlepszy, niepublikowany scenariusz do gry fabularnej. Kapituła konkursu wyłania do pięciu finalistów w pierwszym głosowaniu oraz zwycięzcę lub zwycięzców i do dwóch wyróżnień w drugim głosowaniu. Ogłoszenie wyników odbywa się w czasie jednego z konwentów, zwykle w okresie letnim.
To druga najstarsza nagroda polskiego fandomu RPG – po Pucharze Mistrza Mistrzów.
W 2001 roku nagrodę zdobył Krzysztof Piskorski, obecnie poczytny autor książek fantastycznych, zaś w 2004 Michał Madej, obecnie scenarzysta gier komputerowych (m.in. Wiedźmin czy Call of Juarez).

## Kapituła nagrody Quentina
Do kapituły nagrody zapraszane są znane i szanowane osoby polskiego fandomu RPG jak również dotychczasowi zwycięzcy. W kapitule zasiadali m.in. Artur Ganszyniec (scenarzysta gier komputerowych Wiedźmin i Wiedźmin 2 i twórca gry fabularnej Wolsung), dr Michał Mochocki (współautor gry Dzikie Pola, pracownik naukowy Uniwersytetu Kazimierza Wielkiego i członek PTBG), Michał Smoleń (członek redakcji serwisu Poltergeist), czy Paweł Jasiński (autor oficjalnej kampanii do gry Wolsung pt. „operacja Wotan”), Michał Stachyra – autor gier planszowych i fabularnych, wydawca Magii i Miecza, Piotr Koryś – współtwórca linii wydawniczej gier Savage Worlds wydawnictwa Pinnacle Entertainment Group i założyciel wydawnictwa Gramel, dr Tomasz Z. Majkowski – autor gier planszowych i RPG oraz pracownik naukowy UJ, Maciej Reputakowski, były redaktor naczelny serwisu Poltergeist, czy Krystyna Nahlik – tłumaczka linii wydawniczej Zewu Cthulhu, Legendy 5 Kręgów i gry Deadlands.

## Losy nagrodzonych scenariuszy
W okresie 1999–2002 zwycięskie prace publikowano na łamach czasopisma Magia i Miecz do końca działalności czasopisma.
Wyróżniona praca z 2007 roku autorstwa Andrzeja Benczka pt. „Poszukiwacze zaginionej Ameryki” została rozszerzona i wydana przez wyd. Portal, jako dodatek do Neuroshimy pod tytułem „Moloch: ucieczka z miasta maszyn”.
Wyróżniona praca z 2012 roku autorstwa Marka Golonki pt. „Machina Wojenna” została wydana przez wydawcę gry Wolsung w ramach dodatku „Przygodnik ilustrowany #1”.
Praca z 2013 roku Łukasza Pilarskiego pt. „Ruiny Valangardu”, która została zaliczona do finałowej piątki, została włączona do poszerzonego, drugiego wydania podręcznika do gry The Shadow of Yesterday.

## Dotychczasowi zwycięzcy
- 1999 – Maciej Szaleniec za scenariusz „Pan na Zamku Mgieł”
- 2000 – Łukasz Jaworski za scenariusz „Aliens”
- 2001 – Krzysztof Piskorski za scenariusz „Krzyk kamienia”
- 2002 – Marcin Segit za scenariusz „Lawina”
- 2003 – Julian Czurko za scenariusz „Słodycz zapomnienia”
- 2004 – Michał Madej za scenariusz „Drewniane ostrze”
- 2005 – Aleksander Ryłko za scenariusz „W południe”
- 2006 – Wojciech Doraczyński za scenariusz „Terminator: decydujące starcie”
- 2007 – Tomasz Pudło za scenariusz „Bitwa na mokradle Roasz”
- – Oskar Usarek za scenariusz „Połykacz”
- 2008 – Piotr Odoliński za scenariusz „Pociąg”
- 2009 – Paweł Walczak za scenariusz „Człowiek człowiekowi wilkiem”
- – Oskar Usarek za scenariusz „Wesołego Halloween”
- 2010 – Paweł Stasik za scenariusz „Pod osłoną miasta”
- 2011 – Mateusz Wielgosz i Mateusz Budziakowski za scenariusz „Tysiąc Lat Ciemności”
- 2012 – Paweł Bogdaszewski za scenariusz „Tożsamość”
- 2013 – Łukasz Fedorowicz za scenariusz „Macki są w Porządku”
- 2014 – Michał Laskowski i Dawid Szymański za scenariusz „1879”[17]
- 2015 – Marek Golonka za scenariusz „Złodziej czasu”
- 2016 – Adrian Skowroń za scenariusz „Czyste rączki”
- 2017 – Ana Polanšćak, Witold Krawczyk za scenariusz „Pomiot”
- 2018 – Katarzyna Kraińska za scenariusz "Hotel Arkona"
- 2019 – Jakub Paweł Domownik za scenariusz "Odkupienie"
- 2020 – Andrzej Stój za scenariusz "Salamandra"
- 2021 – Wojciech Rosiński za scenariusz "Dobry, zły i  głupi"
- 2022 – Przemysła Frąckowiak-Szymański za scenariusz "Rosół z kuroliszka"
- 2022 – Karol Gniazdowski za scenariusz "Na glinianym Wzgórzu"
- 2023 – Tytus Rduch za scenariusz "Ostatnie yeehaw klanu Heehaw"
- 2024 – Justyna Kapa i Ewa Samulak za scenariusz "Tatrzańska wyrypa"